# Kleomenés III.
Kleomenés III. (asi 260 – 219 př. n. l.) z ágidovské dynastie byl spartský král v letech 235 – 222 př. n. l. Navázal na sociální politiku Ágida IV. Roku 227 odstranil eforát, zrušil dlužní úpisy a provedl nové rozdělení půdy, jehož důsledkem bylo doplnění spartských občanů z řad perioiků.
Dosáhl úspěchů v boji proti achajskému spolku, avšak po zásahu makedonského krále Antigona III. Dósóna byl poražen v bitvě u Sellasie (r. 222 př. n. l.) a uprchl do egyptské Alexandrie. Tam po nezdařeném povstání proti Ptolemaiovi IV. Filopatórovi spáchal sebevraždu.